# Integrina beta-3
La integrina beta-3 (també anomenada integrina β-3 o ITGB3) és una proteïna de la família de les integrines. Concretament, és una de les 18 subunitats que formen aquest tipus de proteïna en humans i altres mamífers. Segons el coneixement actual, existeixen 10 subunitats alfa i 8 beta que es combinen per donar lloc a heterodímers funcionals. Aquests dímers resultants es solen trobar a la membrana plasmàtica de les cèl·lules, principalment a les plaquetes, i tenen funcions relacionades amb processos d'adherència i senyalització cel·lular, és a dir, actuen com receptors.

Localització del gen ITGB3 al cromosoma 17 humà.

## Codificació genètica
Encara que les 18 subunitats (separades en alfa i beta) pertanyin a la mateixa família d'integrines, cadascuna és codificada per un gen diferent. En el cas de la integrina beta-3 aquest gen s'anomena ITGB3 i es troba en el braç llarg del cromosoma 17, en la posició q21.32.

## Estructura

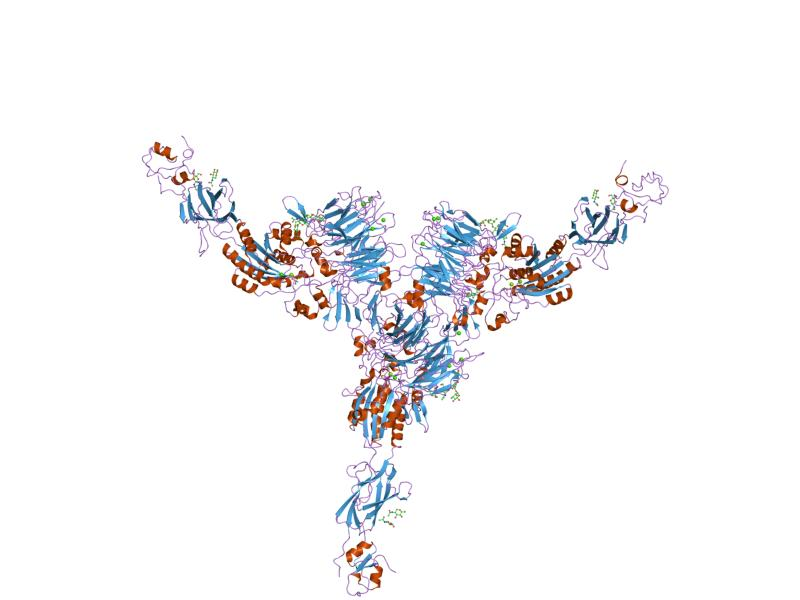
Estructura terciària de la integrina beta-3.

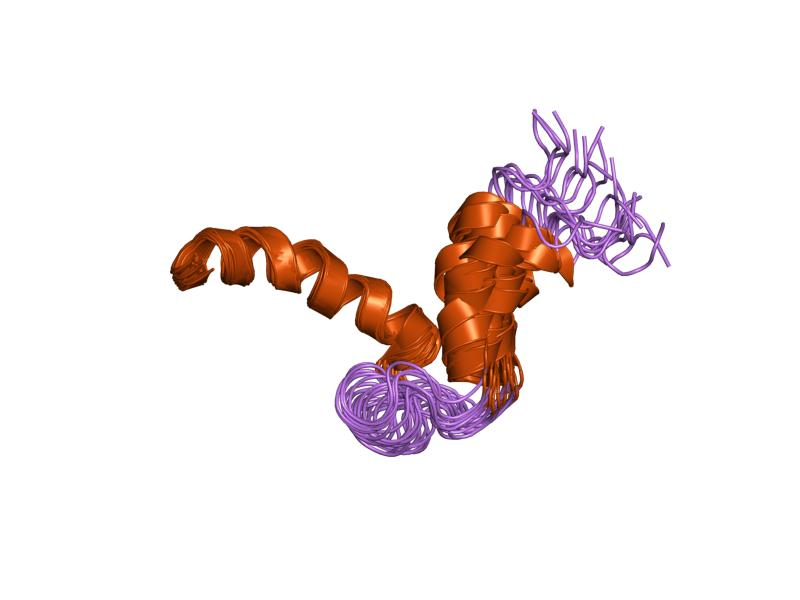
Domini citoplàsmic de la integrina beta-3.

L'estructura primària de la integrina beta-3 està constituïda per una seqüència de 788 aminoàcids i té un pes atòmic d'aproximadament 87.058 Daltons. Pel que fa a l'estructura secundària, al voltant del 13% de la cadena es troba en forma d'hèlix alfa i un 29% en làmina beta. Una altra part més petita de la seqüència (8% aproximadament) està ocupada per girs, és a dir, canvis de direcció dins de les làmines. La resta de la cadena polipeptídica correspon a regions intrínsecament desordenades, cosa molt habitual en proteïnes de senyalització, com les integrines. Tenint en compte que la integrina beta-3 és una proteïna transmembranal, es poden diferenciar clarament tres parts: l'extracel·lular (la més gran amb diferència; consta d'uns 692 aminoàcids) la transmembranal (23 aminoàcids) i la citoplasmàtica (47 aminoàcids). Els aminoàcids transmembranals comparteixen la característica de la hidrofobicitat, cosa imprescindible per poder travessar la membrana. Per tant, es pot observar que hi predominen valines, leucines, isoleucines, glicines i alanines. A la part extracel·lular s'hi troben diferents regions i dominis responsables de la funcionalitat de la integrina beta-3:
- Dominis: El VWFA (von Willebrand factor type A domain) és un domini molt freqüent en proteïnes plasmàtiques. En la integrina beta-3 es troba entre l'aminoàcid 135 i 377, és a dir en la part extracel·lular, i té funcions relacionades amb la recepció de senyals proteics i l'adhesió cel·lular, sempre basant-se en la unió amb un lligand. D'aquestes funcions es podria ressaltar la unió amb diferents tipus de col·lagen (VI, VII, XII i XIV), fenomen de gran importància biològica que actualment és objecte d'estudi.[10]
- Regions: Les regions són seqüències més curtes que els dominis, però també tenen una gran importància en funcions específiques. Per exemple, hi ha una regió (de l'aminoàcid 463 al 629) amb molta presència de cisteïnes, la qual cosa permet la formació de ponts disulfur, que estabilitzen l'estructura terciària i quaternària de la proteïna. Altres estan relacionades amb la recepció de senyals que la integrina beta-3 desenvolupa com a proteïna de membrana (s'ha de tenir en compte que per dur a terme aquestes funcions es troba associada a una subunitat alfa 5), és a dir, estan involucrades en la unió amb antígens com la quimiocina CX3CL1[11] (també anomenada fractalquina en humans), FGF-1[12] (factor de creixement de fibroblasts) o IGF-1[13] (factor de creixement insulínic).

## Funcions
La integrina beta-3 ha estat detectada en 15 tipus cel·lulars diferents. Desenvolupa diverses funcions en l'organisme humà; les quals estan intrínsecament lligades al context cel·lular en què es troba. Actualment s'estan realitzant diversos estudis que tenen com a objectiu determinar altres processos relacionats amb la integrina beta-3. Actualment, les funcions conegudes de més rellevància són:
- Receptors de vitronectrina: La integrina beta-3 s'associa amb la subunitat alfa-5 (CD51), formant la integrina alfaVbeta3, la qual actua com a receptor de vitronectina. Aquest complex, s'uneix a la vitronectina, que té un paper important en la migració cel·lular, amb alta afinitat. Aquests receptors de vitronectrina també s'uneixen al fibrinogen, el factor de von Willebrand, la Osteopontina i les trombospondines.[14]
- Glicoproteïna GPIIb/IIIa (CD41/CD61) (integrina αIIbβ₃): La Glicoproteïna GOIIb/IIIa és un complex heterodimèric que es troba a les plaquetes i en megacariòcits. És un receptor de fibrinogen i del factor de von Willebrand. A més, ajuda a l'activació plaquetària. El complex està format per una associació depenent de calci de GPIIb i GPIIIa, que és necessària per a la agregació plaquetària i la adhesió endotelial. L'activació plaquetària per ADP (bloquejada per clopidogrel), condueix a aquest canvi conformacional als receptors plaquetaris GPIIb/GPIII que permet la unió al fibrinogen. S'estima que hi ha entre 50 i 80.000 glicoproteïnes GBPIIIb/GPIII a la superfície de cada plaqueta. L'activació de les plaquetes ocasiona un canvi en la forma del receptor i fa augmentar la seva afinitat al fibrinogen i al factor de von Willebrand. Diversos fàrmacs actuen sobre el receptor GPIIb/IIIa, com l'adbciximab, l'eptifibatida i el tirofiban.[15]
- Paper en els processos mediats per clatrina: El recanvi dels receptors d'integrina és fonamental per a la migració cel·lular i la dinàmica d'adhesió. L'endocitosi i el reclutament de proteïnes adaptadores són processos regulats per les integrines. En absència de força de tracció, els agrupaments d'integrina β-3 capten la maquinària involucrada en els procesos d'endocitosi que estan mediats per clatrina. Per a l'estudi d'aquesta funció, es van utilitzar lligands RGD (arg-gly-asp) mòbils sobre membranes lipídiques de tipus RGD i lligands RGD rígids sobre vidre. Es va estudiar la captació de la Dab2, una proteïna adaptadora d'endocitosi mediada per clatrina, en dos possibles escenaris: en grups d'integrina β-3 activats en vidre RGD i en membranes RGD mòbils. Es va trobar que quan la Dab2 es trobava en el primer escenari no era captada pels grups d'ITGB3 mentre que sí que ho era en membranes de RGD mòbils. Sabent que la maquinària involucrada en processos d'endocitosi mediats per la clatrina es combina amb la Dab2 per a facilitar l'endocitosi dels grups RGD-integrina β-3, es creu que la pèrdua de la força de tracció en la unió a la membrana de la integrina β-3 provoca la captació de Dab2 i de clatrina, el que porta a la endocitosi de les integrines.[16]
- Paper en la progressió de l'aterosclerosi coronària: El GPIIIa (integrina β-3) és una part integral de dos receptors de glicoproteïna: els receptors de fibrinogen GP (IIb/IIIa) a les plaquetes, i els receptors de vitronectina GP (V/IIIa) a l'endoteli i les cèl·lules del múscul llis vascular (vSMC). S'ha suggerit que el polimorfisme del gen per a la GPIIa té un paper important en la progressió de la malaltia arterial coronària i en la trombosi.[17]

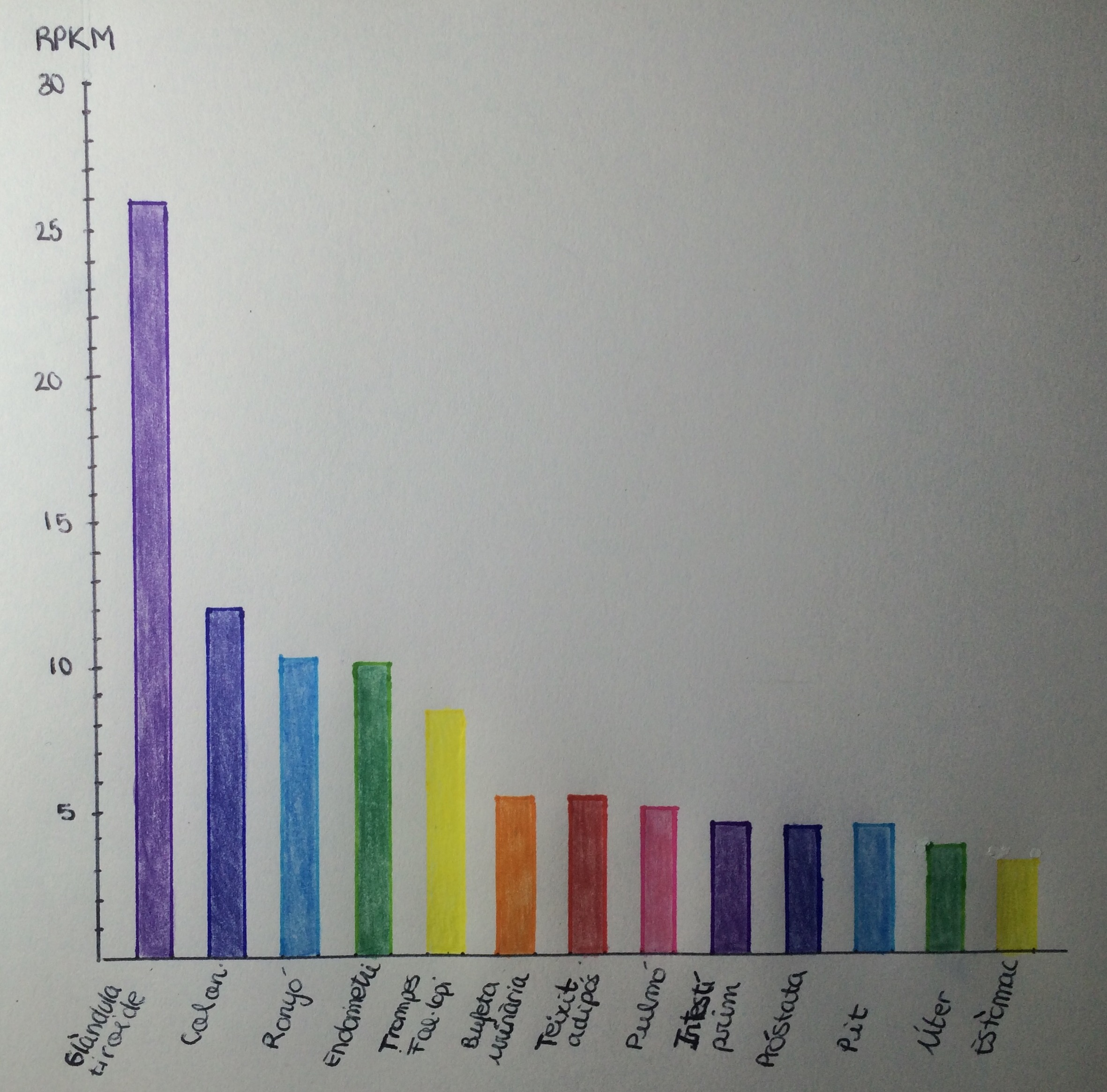
Localitzacions de major expressió de la proteïna integrina beta-3 en el cos humà.

## Expressió de la proteïna
La integrina beta-3 es troba en diverses localitzacions del cos humà, en algunes en més quantitat que en altres. Els teixits de l'organisme que més expressen la proteïna són els pertanyents a la glàndula tiroide, el colon, el ronyó, l'endometri i les trompes de Fal·lopi. Existeixen algunes regions on l'expressió és molt reduïda, com ara el cervell, el pàncrees i el fetge.

## Patologies
La integrina beta-3 és una proteïna involucrada en diverses funcions de l'organisme humà. Una mutació o alteració de la seva expressió poden manifestar-se de manera considerable en el funcionament del cos.
- Trombastenia de Glanzmann (GT): És una malaltia d'agregació de plaquetes provocada per mutacions en el gen ITGB3 que segueix un patró d'herència autosòmic recessiu. Els humans diagnòsticats amb aquesta malaltia es classifiquen en dos tipus. El tipus 1 són aquells que mostren absència de la proteïna IIb/IIa, així com de fibrinogen i de capacitat coagulativa. El tipus 2, en canvi, en mostra una quantitat molt reduïda.[19]
- Envelliment i etapes inicials del càncer. En diversos estudis recents, entre ells un realitzat per la Universitat Queen Mary de Londres[20] i publicat al Cell Reports,[21] s'ha trobat un grau elevat de relació entre la integrina beta-3 i les cèl·lules de pacients ancians i/o en etapes poc avançades de càncer. Aquestes cèl·lules pateixen un procés d'aturada del creixement anomenat senescència, que afecta a la funcionalitat dels teixits. Les cèl·lules afectades no són capaces de proliferar, però sí de comunicar-se amb les cèl·lules veïnes, i ho fan a través de l'alliberació de proteïnes inflamatòries. Un estudi recent confirma nous mètodes de comunicació entre les cèl·lules normals i les patològiques a través de les proteïnes integrina de membrana, entre elles la integrina beta-3, que s'expressa molt durant la senescència. Això converteix aquesta proteïna en un punt d'atac per la terapia contra el càner i l'envelliment prematur. Un fàrmac utilitzat contra això és el cilengitide, que evita la inflamació durant l'envelliment actuant contra la integrina beta-3, concretament regulant-ne el mecanisme de senyalització, i ho fa sense augmentar la proliferació cel·lular, perquè això implicaria un elevat risc de càncer.
- Autisme. L'autisme és un trastorn de desenvolupament neurològic que combina causes genètiques i ambientals. Estudis realitzats demostren irregularitats en diverses regions del cervell de pacients diagnòsticats amb la condició, i s'han identificat gens associats amb el trastorn. Aquests pacients també presentaven quantitats anormals de serotonina, una substància que sovint actua com a neurotransmissor i que està regulada per diversos gens, entre ells el ITGB3.[22] Conseqüentment, aquest gent codificador de l'integrina beta-3 és un dels candidats més probables en l'etiologia genètica de l'autisme.

## Investigació
Les funcions de senyalització i adherència que presenta la integrina β-3 han portat a la realització de diferents estudis científics per tal d'esbrinar les resultats de les possibles mutacions que puguin sorgir.
La important funció de senyalització de la ITGB3 va permetre que les primeres investigacions se centressin en el marcatge cel·lular per a la realització d'anàlisis citomètriques de fluid, que mesuren la quantitat de cèl·lules en un fluid heterogeni; i per tècniques d'inmunohistoquímica, les quals consisteixen en identificar els antígens mitjançant els anticossos units selectivament en els teixits biològics.
Posteriors estudis de laboratori s' han centrat en les repercussions que portaria tenir mutacions o alteracions a la proteïna. Per exemple, la mutació del CD61 als llocs F754 i F759 de cèl·lules d'ovaris de ratolins xinesos imitant la divisió de calpaïna provoca un efecte modulador en la capacitat reguladora de la integrina. La introducció de proteïnes semblants a la IGTB3 provoca que les plaquetes disminueixin la capacitat d'unió al fibrinogen de forma soluble o de dispersió en fibrinogen insoluble depenent de la proporció de similitud entre els pèptids. Els resultats mostren com les proteïnes que presentaven seqüències relacionades amb la divisió de calpaïna de les β-3 (com la T755NITYRGT762) participen en senyalitzacions bidireccionals (in and out) i que l'associació de la proteïna c-Src o similars amb el CD61 podria regular aquests processos.
També s' han realitzat estudis sobre la inducció de cèl·lules germinals a partir de cèl·lules mare del cordó umbilical mitjançant cultius in-vitro. Una sobreexposició elevada d'integrina β-3 a les cèl·lules mare provoca una reconversió d'aquestes a cèl·lules primordials germinals (PGC) que, posteriorment, serà possible identificar com a CP-masculines; establint així una manera senzilla i eficient d'estudiar el desenvolupament cel·lular utilitzant cèl·lules mare (hUC-MSCs).
Finalment, s' esta investigant com afecta la unió de la subunitat β-3 de la integrina juntament amb la subunitat α-5. Els darrers estudis apunten que, quan ambdues subunitats es troben unides, es converteixen en receptors d'entrada de diferents virus (permet l'adhesió i entrada del virus herpes; o hantavirus, els quals produeixen problemes respiratoris). Es pensa també que la proteïna Tat del VIH tipus 1 promou el creixement vascular i locomotor de la cèl·lula acoblant dos subunitats de la integrina, l'alfa5beta1 i l'alfaVbeta3; induint així a un creixement de fibroblast.